# Simon Grundel-Helmfelt

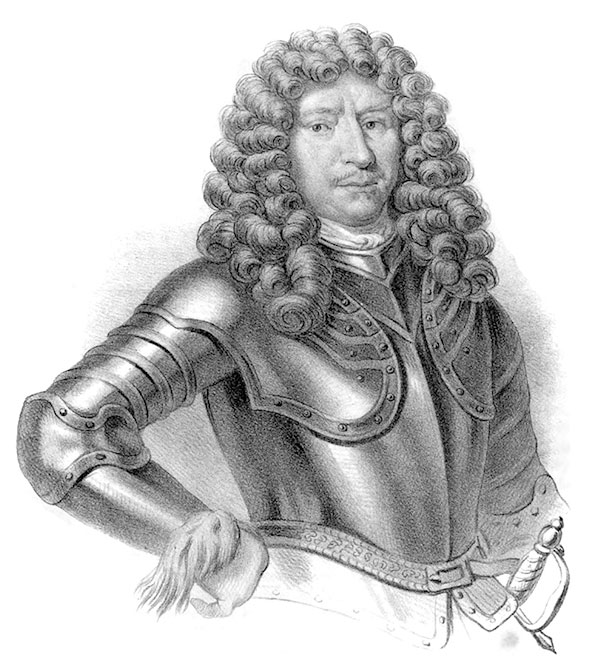
Simon Grundel-Helmfeldt

Simon Grundel-Helmfelt (ur. 1617, zm. 1677) – baron, feldmarszałek szwedzki.
Służył podczas wojny trzydziestoletniej od roku 1641. Wyróżnił się podczas bitwy pod Breitenfeld i otrzymał pierwszy awans.
W 1646 został szlachcicem, zmieniając przy tym swe nazwisko z Grundel na Grundel-Helmfelt. Został ranny koło miasta Rain nad rzeką Lech strzałem z muszkietu. W 1649 awansował na pułkownika artylerii a w 1655 na generała piechoty. W roku 1656 został mianowany gubernatorem Rygi, której zwycięsko bronił przed liczącą 90 tys. żołnierzy armią rosyjską cara Aleksego I. W 1659 został generalnym gubernatorem Ingrii.
Wrócił do Sztokholmu w 1676 by zostać naczelnym wodzem szwedzkiej armii podczas wojny z Danią. Helmfelt jest najbardziej znany ze swego znakomitego zwycięstwa w bitwie pod Lund. Zginął w następnym roku w bitwie pod Landskroną.
Pomimo że jego ojciec był burmistrzem Sztokholmu, w społeczeństwie feudalnym Helmfelt był człowiekiem z gminu i nie mógł wysoko awansować bez uzyskania tytułu szlacheckiego.